# 程番府
程番府，中国明朝时设置的府。
成化十二年（1476年）置，治所在程番长官司（今贵州惠水县）。辖境相当今贵州省贵阳、开阳、惠水、长顺、修文、息烽、贵定、龙里、罗甸等市县。隆庆二年（1568年）移治今贵州省贵阳市。次年改贵阳府。